# Darlene Hard
Darlene Ruth Hard (* 6. Januar 1936 in Los Angeles, Kalifornien; † 2. Dezember 2021 ebenda) war eine US-amerikanische Tennisspielerin.

## Erfolge
In ihrer Karriere gewann sie 1960 die französischen und die amerikanischen Tennismeisterschaften und konnte 1961 den Erfolg bei den amerikanischen Meisterschaften wiederholen.
Noch größere Erfolge konnte sie im Doppel verbuchen. Dort errang sie mit verschiedenen Partnern insgesamt 13 Grand-Slam-Erfolge.
Sie gehörte 1963 zum US-amerikanischen Team, das bei der ersten Ausgabe des Federation Cup den Sieg holte.

## Grand-Slam-Siege

### Doppel der Open Era
| Jahr | Turnier | Partnerin      | Finalgegnerinnen             | Ergebnis      |
| ---- | ------- | -------------- | ---------------------------- | ------------- |
| 1969 | US Open | Françoise Dürr | Margaret Court Virginia Wade | 0:6, 6:4, 6:4 |